# 假狼紫草
假狼紫草（学名：Nonea caspica）为紫草科假狼紫草属的植物。分布于伊朗、东欧、俄罗斯以及中国大陆的新疆等地，生长于海拔540米至2,000米的地区，多生在洪积扇、山坡及河谷阶地，目前尚未由人工引种栽培。